# Michel Domingue

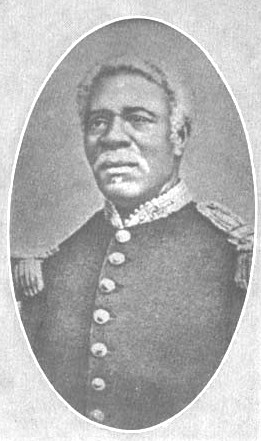
M. Domingue

Michel Domingue (* 1813 in Les Cayes; † 24. Mai 1877 in Kingston, Jamaika) war ein haitianischer Politiker und Präsident von Haiti.

## Biografie

### Militärische und politische Laufbahn
Nach der Schulausbildung absolvierte er eine militärische Ausbildung und stieg bis zum General sowie zum Kommandeur der Armeeeinheiten im Département Sud auf. Vom 8. Mai 1868 bis zum Dezember 1869 war er Präsident des eigenständigen Südstaates von Haiti.
Nach der Fortführung der gesamten haitianischen Republik wurde er 27. Dezember 1869 von Präsident Nissage Saget, der zuvor Präsident der ebenfalls eigenständigen Nordrepublik war, zum Vizepräsidenten berufen. Saget ernannte ihn später auch zum Oberkommandierenden der Armee, so dass er seinen Dienstsitz von Les Cayes auch nach Port-au-Prince verlegte. Dabei verlegte er auch einen großen Anteil der von in geführten Einheiten in die Hauptstadt, so dass seine Gegner auch realisieren mussten, dass er selbst für die anstehende Präsidentschaftswahl kandidieren würde.
Der nach dem Machtverlust von Saget am 13. Mai 1874 eingesetzte Rat der Staatssekretäre, der die Provisorische Regierung bildete, erleichterte Domingue darauf seine Kandidatur. Da die aus der Deputiertenkammer und dem Senat bestehende Nationalversammlung bei ihren Sitzungen über keine ausreichenden Stimmmehrheiten (Quorum) verfügte, enthob der Rat der Staatssekretäre die beiden Parlamentskammern ihrer Befugnisse, was die Wahl einer Verfassungsgebenden Versammlung notwendig machte. Aus diesem Grund hob der Rat der Staatssekretäre auch die Verfassung auf, von der letztlich auch er selbst seine Machtbefugnisse ableitete. Dies führte zwar zu einer spannungsgeladenen innenpolitischen Situation, allerdings wurden die Wahlen zügig durchgeführt.

### Präsident 1874 bis 1876
Am 11. Juni 1874 wurde General Domingue für eine Amtszeit von acht Jahren zum Präsidenten von Haiti gewählt.
Domingue, der in erster Linie Soldat war, verfügte weder über die Durchsetzungskraft noch über das Taktgefühl eines Staatsmannes. Daher erachtete es als sinnvoller die Wahrnehmung der öffentlichen Aufgaben Septimus Rameau, einem Neffen, zu überlassen, den er durch Dekret vom 10. September 1874 zum Vizepräsidenten des Rates der Staatssekretäre ernannt hatte. Dadurch wurde Rameau zum eigentlichen Herrscher Haitis. Die Verfassung, die am 6. August 1874 angenommen wurde, trug bereits seine Handschrift. Unglücklicherweise war Rameau von diktatorischer und dominierender Natur, so dass seine Ansichten oberster Maßstab wurden, während Domingue eher Repräsentationsfigur war.

#### Außenpolitische Ereignisse
Eine seiner ersten Amtshandlungen nach der Wahl zum Präsidenten war die Unterzeichnung eines Abkommens mit der Dominikanischen Republik, dessen Ratifizierung aber von der Nationalversammlung abgelehnt wurde. Inhalt des Abkommens war die gegenseitige Anerkennung und insbesondere eine Beendigung der langjährigen blutigen Grenzkonflikte der beiden Staaten. Vizepräsident Rameau führte darüber hinaus Verhandlungen mit dem damaligen Präsidenten der Dominikanischen Republik Ignacio María González. Der Stabschef von Präsident Domingue, General N. Leger, wurde nach Santo Domingo gesandt um den Abschluss eines neuen Abkommens vorzubereiten. Bei seiner Rückkehr nach Port-au-Prince wurde er von dominikanischen Unterhändlern begleitet, die am 9. November 1874 einem Freundschafts-, Handels- und Schifffahrtsvertrag zustimmten. Haiti akzeptierte diesen ebenfalls und erkannte die volle Unabhängigkeit der Dominikanischen Republik an, so dass es am 20. Januar 1875 zur Unterzeichnung kam. Seit diesem Zeitpunkt waren die diplomatischen Beziehungen mit dem Nachbarstaat wesentlich friedvoller.
Im Lauf desselben Jahres 1874 kam es zur Unterzeichnung eines Vertrages mit Großbritannien über den Austausch geflohener Straffälliger.

#### Der Domingue-Kredit und die Ermordung der Generale Brice und Pierre
Neben diesen positiven außenpolitischen Erfolgen kam es jedoch auch zu Schwierigkeiten in seiner Amtszeit.
Im August 1874 und Februar 1875 kam es zur Aufnahme von Krediten in Frankreich, der die finanzielle Situation Haitis in den kommenden Jahren erheblich belasten sollte und einem Betrug gleichkam. Ausländische Bankiers und Finanzmakler waren an diesem Betrug beteiligt, der zu einer noch größeren Kritik der Haitianer am Ausland führte. Domingue versuchte jedoch jede negative Äußerung gegen die Kreditaufnahme zu unterbinden, indem er durch Dekret vom 15. Mai 1875 die Festnahme der Generale Brice, Pierre Monplaisir Pierre, seinen Gegner bei den Präsidentschaftswahlen 1874, und Pierre Théoma Boisrond-Canal anordnete, die maßgeblich die Kreditaufnahme kritisierten. Monplaisir Pierre leistete bei seiner Festnahme bewaffneten Widerstand und wurde dabei tödlich verwundet. General Brice konnte zwar zunächst entkommen, wurde dann jedoch kurz vor seiner Flucht in das spanische Konsulat ebenfalls getötet. Boisrond-Canal, der zu dieser Zeit auf seiner Plantage in Frères bei Pétionville lebte, konnte in die Gesandtschaft der USA fliehen.
Obgleich der tragische Tod der Generale Brice und Pierre zu einer innenpolitischen Krise führte, unternahm die Regierung nichts, um diese Situation abzumildern, sondern zwang vielmehr viele Bürger, darunter auch Boisrond-Canal, aus Haiti zu fliehen. Dies führte zu weiteren Unruhen in vielen Landesteilen, insbesondere jedoch in der Hauptstadt Port-au-Prince, als bekannt wurde, dass die Regierung das Geld im Depot der Bank von Haiti ins Ausland schaffen ließ. Dabei handelte es sich um die Geldreserve zur Gründung einer Zentralbank, die noch nicht verausgabt wurde, da der mit der Organisation vertraglich verpflichtete US-Staatsangehörige A. H. Lazare seine Vertragspflicht noch nicht erfüllt hatte. Stattdessen wollte Vizepräsident Rameau dieses Geld in den Süden Haitis transferieren, um die Aufstände in Les Cayes niederzuschlagen, wozu es nach dem Ausbrechen der Unruhen in der Hauptstadt nicht mehr kam.
In den folgenden Wochen erreichte dieser gegen die Regierung gerichtete Aufstand bis zum 15. April 1876 das Ausmaß einer landesweiten Bewegung. Septimus Rameau, der insbesondere für die Ermordung der Generale Brice und Pierre, aber auch für die betrügerische Kreditaufnahme in Paris verantwortlich gemacht wurde, wurde kurz darauf auf offener Straße in Port-au-Prince ermordet.
Präsident Domingue gelang nach seinem Rücktritt am 15. April 1876 zunächst die Flucht in die französische Gesandtschaft; er ging bald danach ins Exil nach Kingston (Jamaika), wo er etwas mehr als ein Jahr darauf verstarb.